# Yūji Ōe
Yūji Ōe (japanisch 大江 勇詞 Ōe Yūji; * 20. April 1986 in der Präfektur Kyoto) ist ein ehemaliger japanischer Fußballspieler.

## Karriere
Seinen ersten Vertrag unterschrieb er 2005 bei Vissel Kobe. Der Verein spielte in der höchsten Liga des Landes, der J1 League. Am Ende der Saison 2005 stieg der Verein in die J2 League ab. Am Ende der Saison 2006 stieg der Verein wieder in die J1 League auf. Im Juli 2007 wechselte er zu MIO Biwako Kusatsu. 2009 wechselte er zu FC Machida Zelvia.